# George David Birkhoff
George David Birkhoff, född den 21 mars 1884 i Overisel, Michigan,död den 12 november 1944 i Cambridge, Massachusetts, var en amerikansk matematiker. 
Birkhoff var professor vid Harvard University. Han var president för American Mathematical Society (1925–1926).
Asteroiden 15896 Birkhoff är uppkallad efter honom.